# Francesco Lollobrigida
Francesco Lollobrigida (Tivoli, 21 marzo 1972) è un politico italiano, deputato dal 2018 di Fratelli d'Italia, partito per il quale è stato capogruppo per tutta la XVIII legislatura. Dal 22 ottobre 2022 è ministro dell'agricoltura, della sovranità alimentare e delle foreste nel governo Meloni.

## Biografia
Nato a Tivoli (Roma), ma vive a Roma, è un lontano parente dell'attrice Gina Lollobrigida. Nel 2014 si è laureato in giurisprudenza all'Università telematica Niccolò Cusano. Sostenitore delle comunità terapeutiche per il recupero dei tossicodipendenti, ha collaborato con San Patrignano. Nel 1995, durante il servizio militare in aeronautica, viene eletto nel Consiglio Intermedio di Rappresentanza.

### Gli inizi nel MSI e AN
Inizia sin da giovanissimo il suo impegno in politica nel Fronte della Gioventù, l'organizzazione giovanile del Movimento Sociale Italiano, di cui è stato segretario provinciale di Roma fino al 1995, anno in cui, con la svolta di Fiuggi di Gianfranco Fini, aderisce al suo scioglimento e confluenza in Alleanza Nazionale (AN).
Dal 1997 al 1999 è stato responsabile nazionale di Azione Studentesca, organizzazione degli studenti delle scuole superiori legati ad AN.
Alle elezioni comunali nel Lazio del 1997 si candida al consiglio comunale di Subiaco, tra le liste civiche a sostegno del candidato sindaco di centro-destra Francesco Lando, risultando eletto consigliere comunale.
Dal 1999 al 2003 è stato consigliere provinciale di Roma, mentre dal 2005 al 2006 è stato assessore allo sport, cultura e turismo nella giunta comunale di Ardea (Roma) guidata dal forzista Carlo Eufemi.

### Consigliere e Assessore regionale del Lazio
Alle elezioni regionali nel Lazio del 2005 si candida con Alleanza Nazionale, nella mozione del presidente uscente Francesco Storace, dove raccoglie 12.033 preferenze nel collegio di Roma e risulterà il secondo dei non eletti. Tuttavia il 5 luglio 2006 diventa consigliere regionale del Lazio, subentrando ad Andrea Augello eletto senatore.
Nel 2008 diventa presidente provinciale di Alleanza Nazionale di Roma e, con la confluenza di AN nel Popolo della Libertà (PdL), dal 2010 al 2012 ha lo stesso analogo incarico.
Il 17 aprile 2010 viene nominato assessore con deleghe alla mobilità e ai trasporti nella giunta regionale del Lazio presieduta da Renata Polverini, incarico che mantiene fino al 12 marzo 2013.
A dicembre 2012 partecipa alla scissione del PdL guidata da Giorgia Meloni, Ignazio La Russa e Guido Crosetto e contribuisce alla fondazione di Fratelli d'Italia (FdI), divenendo nel 2013 responsabile nazionale organizzazione del partito.

### Capogruppo di Fratelli d'Italia alla Camera

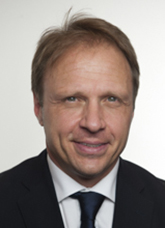
Lollobrigida eletto alla Camera nel 2018.

Alle elezioni politiche del 2018 viene candidato alla Camera dei deputati, tra le liste di Fratelli d'Italia nel collegio plurinominale Lazio 2 - 01, risultando eletto deputato. Nella XVIII legislatura della Repubblica è stato capogruppo del gruppo parlamentare di Fratelli d'Italia a Montecitorio, eletto il 27 giugno 2018 e succedendo a Fabio Rampelli a sua volta eletto vicepresidente della Camera, componente e capogruppo di FdI nella 5ª Commissione Bilancio, tesoro e programmazione, oltreché membro della 2ª Commissione Giustizia, della 14ª Commissione Politiche dell'Unione europea e della Delegazione italiana presso l'Assemblea parlamentare del Consiglio d'Europa.
Ad aprile 2021 è uno dei firmatari della proposta avanzata da Forza Italia di una Commissione parlamentare d'inchiesta "sull'uso politico della giustizia", per mettere sotto inchiesta e indagare sull’attività delle magistratura dal Parlamento.

### Ministro dell'agricoltura, della sovranità alimentare e delle foreste

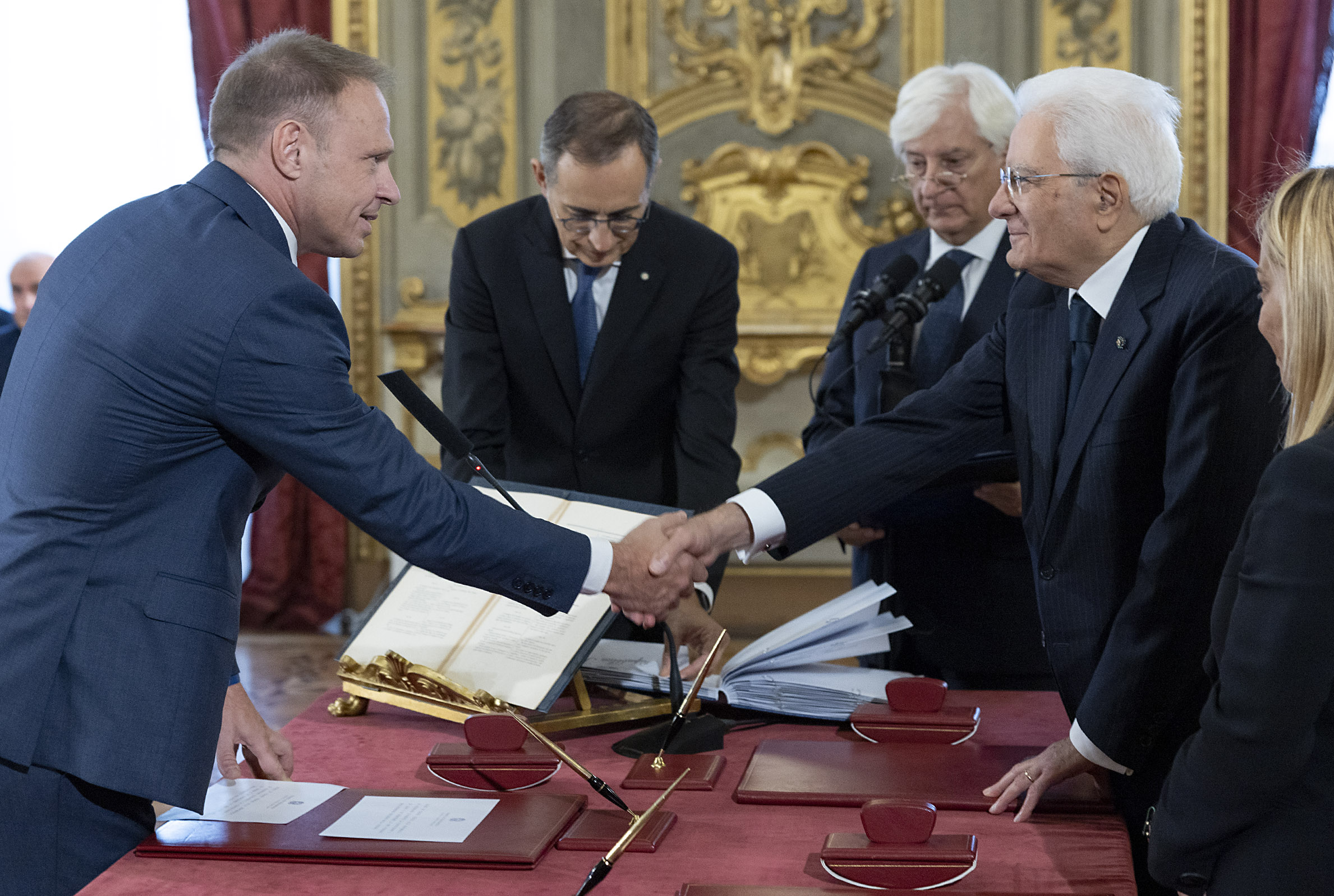
Lollobrigida giura come ministro al Quirinale nelle mani del Presidente della Repubblica Sergio Mattarella.

Alle elezioni politiche anticipate del 2022 viene ricandidato alla Camera, come capolista di Fratelli d'Italia nei collegi plurinominali Lazio 1 - 02 e Lazio 2 - 02, venendo rieletto a Montecitorio in entrambi i collegi ma optando per quello Lazio 2 - 02. Nella XIX legislatura, dopo esser stato brevemente capogruppo di FdI alla Camera dei Deputati, confermato il 18 ottobre e rimasto in carica fino alla sua nomina a ministro, è membro della 13ª Commissione Agricoltura, venendo sostituito per l'incarico di governo che occupa da Monica Ciaburro.
Dopo la vittoria della coalizione di centro-destra alle elezioni e il successivo incarico di formare un governo affidato a Giorgia Meloni, il 21 ottobre 2022 Lollobrigida è stato indicato quale ministro delle politiche agricole alimentari e forestali, rinominato "Ministro dell'agricoltura, della sovranità alimentare e delle foreste". Il giorno successivo ha giurato nelle mani del Presidente della Repubblica Sergio Mattarella come ministro nel governo Meloni, diventando così il primo nato a Tivoli ed il primo caso nella storia repubblicana che ci fossero due membri imparentati tra loro.
In tale veste si è occupato di vietare la produzione, l'importazione e la commercializzazione di carne coltivata in Italia, oltre a regolamentare la produzione e commercializzazione dell'uso di farine ottenute da insetti in modo molto più stringente rispetto alla normativa europea.
Il 20 maggio 2024, in occasione della giornata mondiale delle api, ha fatto costruire dei alveari di api sul tetto del ministero dell'agricoltura per un progetto che prevedeva la creazione di un apiario (primo in Europa); tuttavia a settembre dello stesso anno le api sono sterminate da sciami di vespe orientali e calabroni e il progetto è stato cancellato.
Agli inizi di marzo 2025 ha proposto di ridurre al 5% l'IVA sulle ostriche per fare fronte anche ai danni causati dal granchio blu agli allevamenti italiani e sostenere i lavoratori del settore.

## Posizioni politiche
Lollobrigida ha sostenuto che si debba incentivare la natalità attraverso il miglioramento del welfare. Ha inoltre messo in relazione tale tema con quello dell'immigrazione, dichiarando: "Non possiamo arrenderci all'idea della sostituzione etnica: gli italiani fanno meno figli, quindi li sostituiamo con qualcun altro. Non è quella la strada". Tale posizione è stata messa in relazione, dai politici di opposizione, con le teorie del suprematismo bianco..

## Vita privata
Dai primi anni 2000 fino al 2024 è stato legato sentimentalmente ad Arianna Meloni, sorella di Giorgia Meloni (a sua volta che ha conosciuto quando entrambi erano consiglieri provinciali di Roma), all'epoca militante di Alleanza Nazionale, e dal 2023 capo della segreteria politica di Fratelli d’Italia, con la quale ha avuto due figlie: Rachele e Vittoria.